# Boulengerella maculata
Boulengerella maculata es una especie de peces de agua dulce de la familia Ctenoluciidae en el orden de los Characiformes.

## Morfología
Los machos pueden llegar alcanzar los 31,9 cm de longitud total. El número de  vértebras puede variar entre 46-49.

## Hábitat
Es un pez de agua dulce y de  clima tropical (23 °C-27 °C).

## Distribución geográfica
Se encuentran en Sudamérica: ríos  Amazonas,  Tocantins y Orinoco.